# Nassau Hall

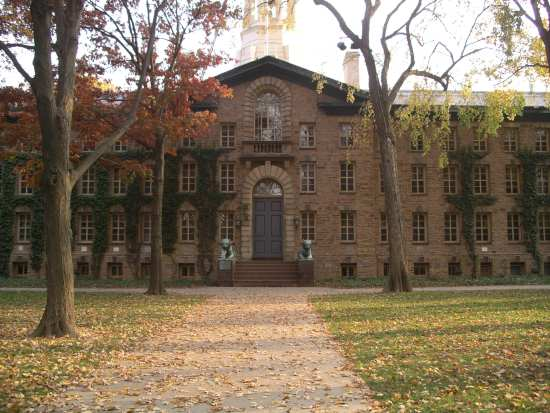
Le Nassau Hall de l'université de Princeton.

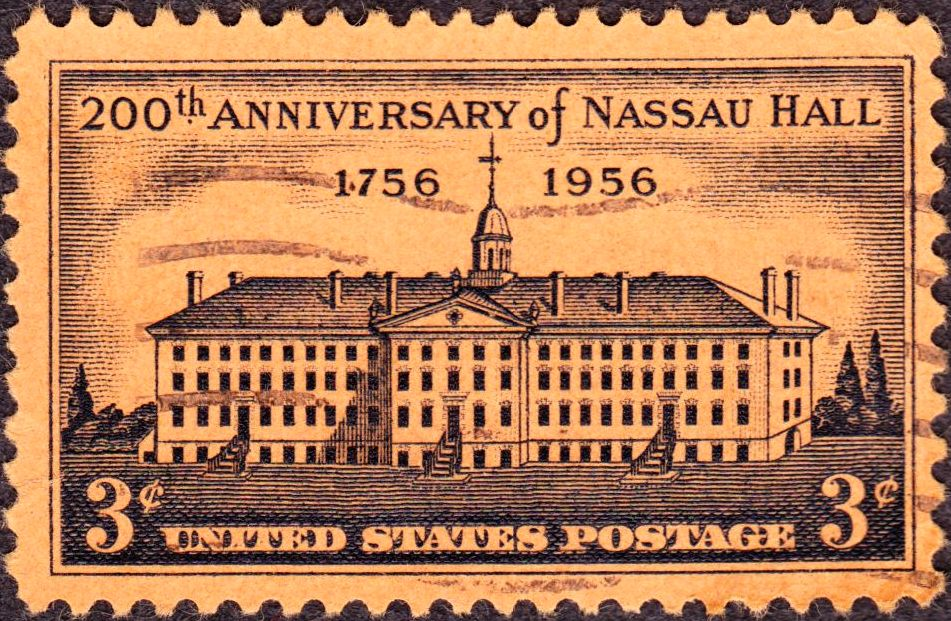
Timbre commémoratif de 3 cents de 1956 célébrant le bicentenaire du Nassau Hall.

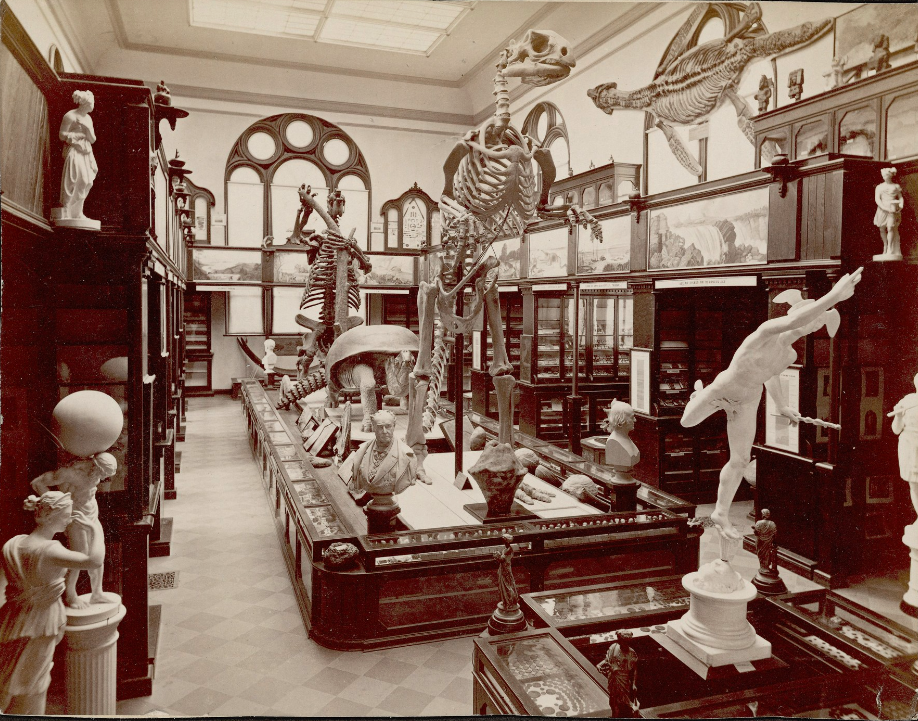
Le Faculty Room du Nassau Hall en 1886, hébergeant à l'époque les collections d'art et d'histoire naturelle.

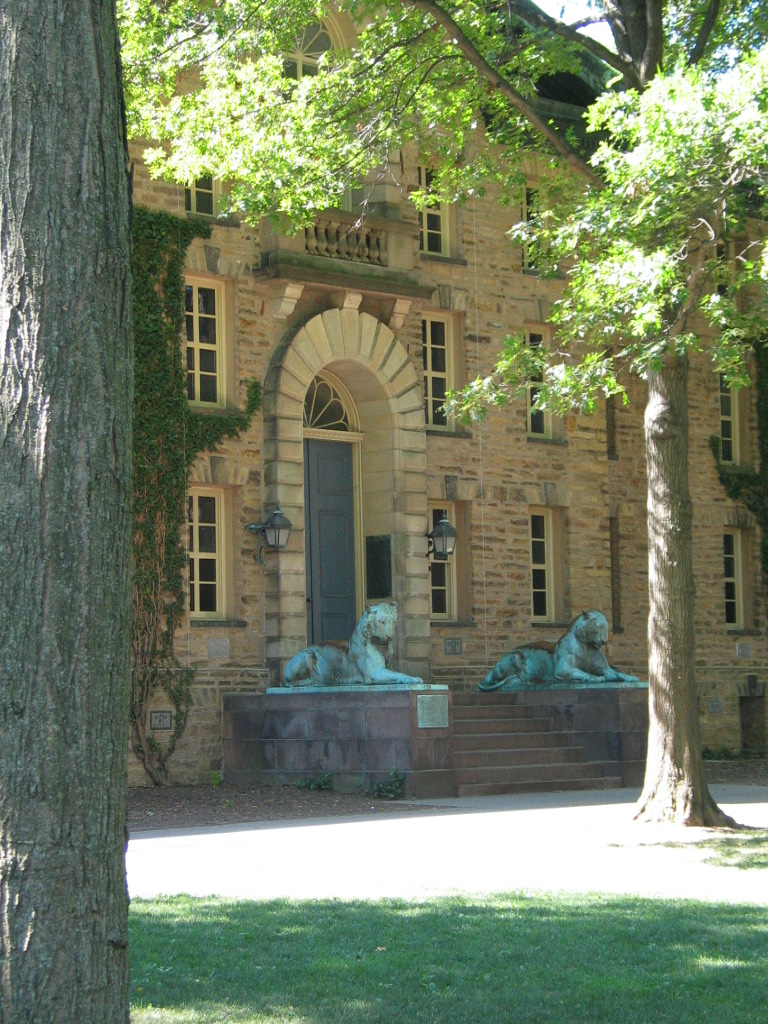
Entrée du Nassau Hall.

Le Nassau Hall (ou Old Nassau) est le plus ancien bâtiment de l'université de Princeton, dans le New Jersey, aux États-Unis.
Au moment de sa construction, en 1756, le Nassau Hall était le plus grand édifice du New Jersey colonial de l'époque et le plus important immeuble universitaire des colonies des États-Unis d'Amérique.